# Rosignano Solvay
Rosignano Solvay este localitatea (frazione) cea mai populată din comuna Rosignano Marittimo. Este situată în provincia Livorno, la aproximativ 25 km sud de Livorno, și are o populație de aproximativ 16.000 locuitori.

## Personalități născute aici
- Fabrizio Ferretti (n. 1945), cântăreț.